# Jevnaker Station
Jevnaker Station (Jevnaker stasjon) er en tidligere jernbanestation på Roa-Hønefossbanen, oprindeligt en del af Bergensbanen, der ligger i byområdet Jevnaker i Norge.
Stationen åbnede 1. december 1909, da banen blev forlænget fra Gulsvik via Hønefoss til Roa. Den blev fjernstyret 10. december 1973, og 1. juni 1985 blev den gjort ubemandet. Betjeningen med persontog ophørte 1. november 1990, efter at Oslotunnelen var blevet åbnet i 1980, og fjerntogene til Bergen var begyndt at køre via Drammen i stedet for via Roa i 1984. Den tidligere station fungerer i dag som krydsningsspor men har også sidespor, der fungerer som tømmerterminal.